# Klaus Matthäi
Klaus Matthäi (* 18. März 1935 in Zwickau; † 13. April 1986 in Wilkau-Haßlau) war ein deutscher Grafiker.

## Leben und Werk
Matthäi besuchte die Volksschule in Zwickau und machte eine Lehre als Farblithograph. Von 1952 bis 1954 nahm er privaten Unterricht bei Carl Michel, Professor an der Mal- und Zeichenschule Zwickau. Anschließend ging er an die Arbeiter-und-Bauern-Fakultät für Bildende Kunst nach Dresden und studierte an der Hochschule für Grafik und Buchkunst in Leipzig bei Heinz Wagner und im Grundstudium Grafik bei Werner Tübke. Einer seiner Kommilitonen war Dieter Gerbeth. Zunächst war Matthai dann einige Jahre in Leipzig freischaffend als Grafiker tätig, bevor er sich 1963 in Wilkau-Haßlau niederließ. Neben seiner künstlerischen Arbeit betätigte er sich u. a. als  künstlerischer Leiter des Förderstudios für Malerei und Grafik des Kunstvereins Zwickau und als Dozent an der Volkshochschule Zwickau. Zu seinen Schülern gehört dort Wolfram Ebersbach. Matthäi war auf  der VI. Deutschen Kunstausstellung und der VII. und VIII. Kunstausstellung der DDR in Dresden vertreten.
Für die SED war er Abgeordneter im Bezirkstag Karl-Marx-Stadt.
Der 1. Sekretär der SED-Kreisleitung Zwickau-Land, Hans Patz, würdigte Matthäi 1976: „Genosse Klaus Matthäi gehört zu den profiliertesten Künstlern des Kreises Zwickau-Land. Sein künstlerisches Schaffen, dessen Mittelpunkt der Mensch in unserer sozialistischen Gesellschaft ist, wird geprägt von den Leninschen Prinzipien der Parteilichkeit und Volksverbundenheit, bestimmt von den Gedanken des sozialistischen Patriotismus und Internationalismus.“

## Ehrungen (Auswahl)
- 1959 und 1961 Max-Pechstein-Preis der Stadt Zwickau
- Kulturpreis des Rates des Bezirkes Karl-Marx-Stadt

## Werke (Auswahl)
- Alter Arbeiterveteran (Federzeichnung, 1966)[2]
- Drei Porträtskizzen zu einer hundertjährigen Burjatin (Filzstiftzeichnungen; u. a. Halbfigur, rauchend; 1968; im Bestand der Otto-Dix-Hauses Gera)[3]
- Bauernmarkt von Szolnok (Federzeichnung; 1969; ausgestellt auf der VII. Kunstausstellung der DDR)[4]
- Mein Vater – März 1976 (Lithographie, 1976; ausgestellt auf der VIII. Kunstausstellung der DDR)[5]

## Einzelausstellungen (Auswahl)
- 1967 Zwickau, Städtisches Museum (Handzeichnungen und Grafik)
- 1971/1972 Greifswald, Museum der Stadt Greifswald (mit Volker Beier)
- 1972 Potsdam, Klubhaus „Hans Marchwitza“ (mit Volker Beier)
- 1976 Zwickau, Städtisches Museum (mit Edgar Klier und Karl Heinz Jakob)
- 1980 Zwickau, Galerie am Domhof (mit Volker Beier)

## Ausstellungsbeteiligung
- 2024 Die gespaltene Generation, Neue Sächsische Galerie, Chemnitz[6]